# Paracanthurus
Paracanthurus é um gênero de peixes da família Acanthuridae.

## Espécies
- Paracanthurus hepatus (Linnaeus, 1766).